# Lietavská Svinná-Babkov
Lietavská Svinná-Babkov este o comună slovacă, aflată în districtul Žilina din regiunea Žilina. Localitatea se află la altitudinea de 448 m deasupra n.m., se întinde pe o suprafață de 18,3 km2 și în 2017 număra 1.734 de locuitori.

## Istoric
Localitatea Lietavská Svinná-Babkov este atestată documentar din 1393.

## Demografie
| An:                | 1994 | 2004   | 2014   | 2024   |
| ------------------ | ---- | ------ | ------ | ------ |
| Număr de persoane: | 1491 | 1562   | 1714   | 1725   |
| Diferență:         |      | +4,76% | +9,73% | +0,64% |

| An:                | 2023 | 2024   |
| ------------------ | ---- | ------ |
| Număr de persoane: | 1717 | 1725   |
| Diferență:         |      | +0,46% |